# Partula arguta
Partula arguta是一种热带肺螺类陆地蜗牛，属于帕图螺科。该物种是法属波利尼西亚的特有种，1995年，最后一只Partula arguta在人工饲养状态下死亡，此后再未被观察到，IUCN红色名录将其保护状况评估为绝灭。